# Gruppe göl
Gruppe göl är en sjö i Växjö kommun i Småland och ingår i Mörrumsåns huvudavrinningsområde.